# Шерман Ісай Львович
Шерман Ісай Львович (28 грудня 1911 (10 січня 1912), м. Бахмут Катеринославської губернії — 15 грудня 1989, Харків) — історик, історіограф, доктор історичних наук (1956), викладав у Харківському державному університеті (1945–1989).

## Біографія
Народився у родині службовця. У 1927 році закінчив 7-річну школу і вступив до фабрично-заводського училища при одному із заводів м. Луганська. У 1929 році став студентом історичного факультету спочатку Луганського, а потім Харківського педагогічного інституту. У 1933 році, після закінчення педінституту, працював науковим співробітником, директором Всеукраїнського центрального архіву давніх актів (Харків). Свою роботу в архіві поєднував з навчанням в аспірантурі при Центральному архівному управлінні УРСР.

### Освітня та наукова діяльність
Після закінчення аспірантури працював викладачем Харківського педагогічного інституту (1936–1941).
Наприкінці 1930-х років працював директором Всеукраїнського центрального архіву революції (м. Харків). У 1939–1942 роках — начальник кафедри соціально-економічних дисциплін у школі НКВС СРСР (спочатку школа знаходилася в Харкові, а з 1941 року — у Москві). У 1942–1945 роках — учений археограф Головного архівного управління НКВС СРСР. Захистив кандидатську дисертацію «Разгром григорьевщины» (МДУ, 1942).
Після повернення у 1945 році до Харкова продовжив перервану педагогічну роботу. З 1945 по 1956 роки — викладач, доцент історичного факультету Харківського педінституту. У 1945–1956 роках за сумісництвом читав лекції на історичному факультеті Харківського державного університету. З 1956 року — доцент кафедри історії СРСР ХДУ. З 1964 року — доцент, професор, завідувач (1972–1984) кафедрою історіографії, допоміжних історичних дисциплін та методики історії (з 1978 року — кафедри історіографії, джерелознавства та археології). Паралельно читав лекції у Харківському театральному інституті та Інституті культури. Захистив докторську дисертацію «Советская историография гражданской войны в СССР» (ХДУ, 1966).
Опублікував понад 100 наукових, науково-популярних робіт і навчально-методичних посібників. Під науковим керівництвом І. Л. Шермана захищено 12 кандидатських дисертацій.
В ХДУ читав загальні і спеціальні лекційні курси з історії СРСР, джерелознавства, історіографії, археографії, історичної бібліографії та ін. Член редколегії «Вестника Харьковского университета» (серія «История»). До 1989 року очолював Харківську регіональну секцію Комісії АН УРСР з історіографії і джерелознавства.
Мав урядові нагороди. Нагороджений знаком «Відмінник народної освіти УРСР» (1951).

### Смерть
Помер 15 грудня 1989 року, похований на 13-му міському кладовищі в Харкові.

## Основні праці
- Русские исторические источники X–XVIII вв. (Х., 1959).(рос.)
- Історія колективізації сільського господарства Української РСР, 1917–1937 рр. у 3 томах (К., 1962, 1965, 1971, у співавторстві).
- Радянське будівництво на Україні в роки громадянської війни (1919–1920) (К., 1962, у співавторстві).
- Советская историография гражданской войны в СССР (1920–1931) (Х., 1964).(рос.)
- В. И. Ленин — историк советского общества (Х., 1969, в соавторстве).(рос.)
- Советская историография истории СССР (Х., 1976, в соавторстве).(рос.)